# 龍飛定點

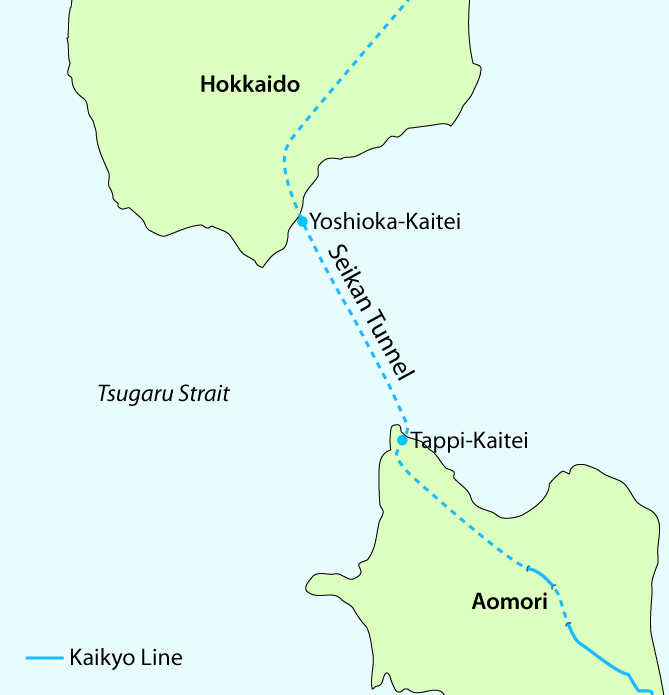
青函隧道與沿線兩個海底車站的位置圖，位處南端者即為龍飛海底站

龍飛定點（日语：／ Tappi teiten */?）是日本北海道旅客鐵道（JR北海道）海峽線和北海道新幹線的一個鐵路設施，位於青森縣東津輕郡外濱町青函隧道內。1988年至2014年曾作為臨時車站，每年5月至11月開放（須預先申請及購票）參觀，因配合北海道新幹線開業前的後期工程，本站於2013年11月10日為最後的營業日。2014年3月14日隨知內站、吉岡海底站一併廢站。
「龍飛」的名稱來自於附近的龍飛岬，來源阿伊努語的「tam-pa」（刀尖）。現時JR北海道列車經過時，顯示屏會以「龍飛定點」稱呼。
本條目同時記載與本站相連的青函隧道紀念館內青函隧道龍飛斜坑線中體驗坑道站的資料。

## 車站構造

### 龍飛海底站
龍飛海底站位於海平面下140公尺，為日本第二深的車站（僅次於吉岡海底站）。車站位於青函隧道本州端，車站名稱雖有「海底」二字，但實際上車站仍位在本州陸地上，而非津輕海峽海底。龍飛海底站與吉岡海底站的興建原因均是作為青函隧道發生事故時的緊急避難場所，配置線路維護基地，以及安裝維持隧道運作的器械。
車站的兩座側式月台沿隧道兩側而建。由於只用於緊急疏散乘客，月台寬度極為狹窄，僅有不到一人寬。且由於青函隧道是未來北海道新幹線的必經之路，月台的長度足以容納16節長的新幹線列車。
車站開放參觀時，每天有2對「白鳥／超級白鳥」號列車停靠本站。列車長會利用緊急裝置打開2號車廂的車門供參觀的乘客上下車。過往快速「海峽」號運行時則打開列車行駛方向的第一個車廂（往函館方向是1號車廂，往青森方向則是12號車廂）的車門。
由於只在緊急疏散時使用，因此一般旅客無法在該站上下車，只有在車站開放參觀期（每年4月30日至11月10日）參加「海底車站觀光行程」，搭乘指定班次的旅客可以在本站上下車。

### 體驗坑道站
體驗坑道站連接龍飛海底站，設有來往本站和地面的青函隧道紀念館的纜車線，稱為青函隧道龍飛斜坑線。此路線原是開挖青函隧道時的一個導坑，也是施工時輸送人員、物資及器材的路線。此外亦有樓梯可通往地面，由本站至地面約1300級。
北海道新幹線開通後全部空間給予新幹線使用，站體沒有停靠避讓的下車空間，故無法再搭乘火車參訪，雖然吉岡、龍飛海底站等等因此停用，但青函隧道紀念館及纜車線則仍然開放故仍可到達。目前遊人可乘坐並到達體驗坑道參觀，但因安全因素不能夠前往JR緊急月台。

## 歷史
- 1988年（昭和63年）
  - 3月13日－海峽線通車，龍飛海底站正式啟用。
  - 7月9日－青函隧道紀念館龍飛斜坑線開業，同日增設體驗坑道站。
- 2013年（平成25年）
  - 11月10日 - 龍飛海底站最後的營業日。
  - 11月11日 - 所有列車不再停靠。
- 2014年（平成26年）3月14日 - 廢站。
- 2015年4月3日－往新青森車站行駛的超級白鳥34號，在隧道內離龍飛定點約1公里的地方，因列車下方電線冒煙而緊急停車，車長帶著124名旅客從隧道的逃生通道步行至龍飛定點後，搭乘纜車到地面的出口，此次事故無人傷亡，為隧道通車以來第一次使用緊急逃生設施疏散旅客[4]。

## 車站周邊

### 橫取基地
設於本站附近的橫取基地，是維修用車輛的待避、停泊線，並用作存放維修隧道設施的物資。現時（2013年）只有上行線的橫取基地正在使用，隨著北海道新幹線動工，下行線未來將啟用。

### 避難所
避難所是在緊急時收容隧道內列車上的乘客，等待救援。避難所可容納1000人，並設有以下設施：
- 多張長凳，可供300人同時坐下休息
- 飲料的自動售賣機
- 公共電話，是世界上首台設於海底的公共電話。

此外，考慮到開放參觀時的安排，避難所內也展示青函隧道興建時的相關圖片與說明。

## 相鄰車站
北海道旅客鐵道
■海峽線、 北海道新幹線
奧津輕今別－（龍飛定點）－（吉岡定點）－（湯之里知內信號場）- 木古內
青函隧道紀念館
青函隧道龍飛斜坑線
紀念館－體驗坑道

## 外部連結
- JR北海道函館支社－青函隧道（日語）
- 青函隧道紀念館官方網站 （页面存档备份，存于）（日語）